# Michelangelo Arena
Michelangelo Arena (2 settembre 1953) è un ex maratoneta italiano.

## Palmarès
| Anno | Manifestazione    | Sede    | Evento         | Risultato | Prestazione | Note |
| ---- | ----------------- | ------- | -------------- | --------- | ----------- | ---- |
| 1978 | Mondiali di cross | Glasgow | Corsa seniores | 34º       | 40'58"      |      |
| 1978 | Mondiali di cross | Glasgow | A squadre      | 8º        | 276 p.      |      |
| 1978 | Europei           | Praga   | Maratona       | 16º       | 2h16'09"    |      |

## Campionati nazionali
1974
- Argento ai campionati italiani assoluti, 10000 m piani - 29'25"88
- 4º ai campionati italiani assoluti, 5000 m piani - 14'01"8

1975
- 20º ai campionati italiani di corsa campestre

1977
- 4º ai campionati italiani assoluti, 10000 m piani - 28'47"0
- Argento ai campionati italiani assoluti, 5000 m piani - 13'54"6

1978
- Bronzo ai campionati italiani di maratona - 2h20'53"
- 4º ai campionati italiani assoluti, 5000 m piani - 14'02"1

1979
- Oro ai campionati italiani di maratona - 2h14'43"
- 4º ai campionati italiani assoluti, 10000 m piani - 29'08"4
- 5º ai campionati italiani assoluti, 5000 m piani - 14'01"5

1980
- Oro ai campionati italiani di maratona - 2h16'17"
- 12º ai campionati italiani assoluti, 5000 m piani - 14'08"3

1981
- Bronzo ai campionati italiani assoluti, 10000 m piani - 29'04"45
- 6º ai campionati italiani assoluti, 5000 m piani - 13'59"06

1982
- Bronzo ai campionati italiani di maratona - 2h15'07"
- Argento ai campionati italiani assoluti, 10000 m piani - 29'33"76
- 5º ai campionati italiani assoluti, 5000 m piani - 13'54"52
- 6º ai campionati italiani di maratonina, 30 km - 1h36'04"

1983
- Argento ai campionati italiani di maratonina, 30 km - 1h36'25"

1984
- 7º ai campionati italiani di maratona - 2h16'59"

## Altre competizioni internazionali[1]
1974
- Oro al Giro podistico internazionale di Castelbuono ( Castelbuono) - 34'45"

1975
- Bronzo al Giro podistico internazionale di Castelbuono ( Castelbuono) - 35'39"

1976
- 4º al Giro podistico internazionale di Castelbuono ( Castelbuono) - 35'27"

1978
- 5º alla Stramilano ( Milano) - 1h05'56"
- 4º al Giro podistico internazionale di Castelbuono ( Castelbuono) - 34'26"8
- 6º alla Cinque Mulini ( San Vittore Olona) - 31'19"
- 11º ai Mondiali militari di corsa campestre ( Roma)

1979
- 5º al Cross di Alà dei Sardi ( Alà dei Sardi) - 31'12"

1980
- 14º alla Maratona di New York ( New York) - 2h15'16"
- 11º alla Stramilano ( Milano) - 1h09'01"
- 13º al Giro podistico internazionale di Castelbuono ( Castelbuono)

1981
- 8º alla Roma-Ostia ( Roma), 27,5 km - 1h25'13"

1982
- 10º alla Maratona di Montréal ( Montréal) - 2h16'53"
- Oro al Giro podistico internazionale di Castelbuono ( Castelbuono) - 34'06"5
- 6º al Campaccio ( San Giorgio su Legnano) - 33'49"

1983
- Oro alla Milano Marathon ( Milano) - 2h14'46"
- 8º alla Maratona di Roma ( Roma) - 2h17'20"
- 5º alla Roma-Ostia ( Roma), 27.5 km - 1h26'15"[2]
- 10º al Trofeo Sant'Agata ( Catania) - 34'34"

1984
- Argento alla Roma-Ostia ( Roma), 27,5 km - 1h25'17"
- 8º alla Stramilano ( Milano) - 1h04'37"
- 6º al Giro podistico internazionale di Castelbuono ( Castelbuono) - 34'29"9

1985
- 14º al Giro podistico internazionale di Castelbuono ( Castelbuono)

1986
- Bronzo alla Maratona di Roma ( Roma) - 2h22'27"
- 8º alla Roma-Ostia ( Roma), 31 km - 1h37'44"

1987
- Bronzo alla Maratona di Roma ( Roma) - 2h18'55"
- 8º alla Roma-Ostia ( Roma) - 1h03'11"
- Bronzo al Giro podistico internazionale di Castelbuono ( Castelbuono) - 34'39"

1988
- 7º alla Maratona di Palermo ( Palermo) - 2h17'59"
- 16º alla Roma-Ostia ( Roma) - 1h06'40"
- 25º al Giro podistico internazionale di Castelbuono ( Castelbuono)

1989
- 22º al Giro podistico internazionale di Castelbuono ( Castelbuono) - 36'06"

1991
- 15º alla Roma-Ostia ( Roma) - 1h06'40"

1993
- 24º alla Roma-Ostia ( Roma) - 1h09'00"